# Mozilla Foundation
Mozilla Foundation er en almennyttig organisation som eksisterer for at støtte og lede det open sourcebaserede Mozilla-projekt. Organisationen er etableret i juli 2003 og den udstikker de politiker som styrer udviklingen, driver kerneinfrastruktur og kontrollerer Mozillas varemærker og copyrights. Den ejer det skattepligtige datterselskab Mozilla Corporation som har mange Mozillaudviklere ansat og koordinerer softwareudgivelser af Mozilla Firefox-webbrowseren og Mozilla Thunderbird-e-mailklienten. Datterselskabet er 100 % ejet af moderorganisationen og følger derfor de samme almennyttige principper. Mozilla Foundation blev grundlagt af den Netscape-tilknyttede Mozilla Organization og finansieres næsten fuldt ud af Google Inc. (ca. 85 % i 2006). Organisationen har i dag base i Silicon Valley-byen Mountain View i Californien.
Mozilla Foundation beskriver sig selv som en almennyttig organisation som fremmer åbenhed, innovation og deltagelse på internettet." Mozilla Foundation følger guidelinerne i Mozilla Manifesto, som består af 10 principper som Mozilla mener er afgørende for at internettet kan fortsætte som et offentligt tilgængeligt gode og for livets kommercielle aspekter."

## Historie
23. februar 1998 skabte Netscape Mozilla Organization til at koordinere udviklingen af Mozilla Application Suite. Eftersom AOL (Netscapes moderselskab) skar drastisk i sin involvering i Mozilla Organization så blev Mozilla Foundation sat i værk den 15. juli 2003 for at sikre at Mozilla kunne overleve uden Netscape. AOL bidrog med den indledende etablering af Mozilla Foundation og overførte hardware og intelektuelle rettigheder til organisationen, ansatte et hold på tre personer til de første tre måneders drift og donerede 2 mio. US $ over de næste to år.
I begyndelsen voksede Mozilla Foundations opgaver til meget mere end mozilla.org og organisationen overtog mange opgaver der traditionelt blev drevet af Netscape og andre sælgere af Mozilla-teknologi. Som en del af en af en plan om at nærme sig slutbrugeren, lavede fonden aftaler med kommercielle virksomheder der skulle sælge cd'er med Mozilla software og tilbyde telefonsupport. Mozilla Foundation blev også mere selvbevidste over for sine egne itellektuelle rettigheder med politikker for brug af varemærker og logoer.
Med etableringen af Mozilla Corporation blev alle udviklings- og forretningsrelaterede aktiviteter overført til det nye datterselskab. Mozilla Foundation fokuserer således nu på ledelse og poltikker, desuden føres opsyn de endnu ikke færdig udviklede produkter såsom Camino og SeaMonkey.

## Datterselskaber

### Mozilla Corporation
3. august 2005 bekendtgjorde Mozilla Foundation etableringen af Mozilla Corporation, beskrevet som et skattepligtigt datterselskab som fungerer efter moderorganisationens almennyttige principper og mål. Mozilla Corporation er ansvarlig for produktudvikling, markedsføring og distribution af Mozillas produkter." Der har også samarbejde med andre virksomheder. I modsætning til Mozilla Foundation har Mozilla Corporation de samme rettigheder som andre skattepligtige virksomheder, hvilket giver en langt større frihed i forhold til hvilke aktiviteter virksomheden kan foretage sig.

#### Beijing Mozilla Online Ltd
Beijing Mozilla Online Ltd (kinesisk: 北京谋智网络技术有限公司), a.k.a. Mozilla China er et 100 % ejet datterselskab til Mozilla Corporation og med hovedsæde i Beijing.

## Finansiering
Mozilla Foundation drives af donationer og "søgevederlag". Siden 2005 er størstedelen af finansieringen kommet fra Google Inc.
Opstartsfinansieringen Ii 2003 kom fra AOL, som donerede 2 mio. US $ og fra Mitch Kapor som donerede 300.000 US $. Organisationen har skattefritagelse under sektion 501(c)(3) i den amerikanske skattelovgivning.
I 2006 modtog Mozilla Foundation 66,8 mio. US $, hvoraf de 61,5 mio. US $ var søgevederlag fra Google.
Fondens aftale med Google gør Google til den foretrukne søgemaskine i Firefox-browseren og browserens startside gør også brug af Google. 20. december 2011 bekendtgjorde Mozilla at aftalen igen var blevet forlænget med tre år indtil november 2014, til et tre gange så højt beløb som tidligere betalt, eller tæt på 300 mio. US $ årligt.

## Bestyrelse
Mozilla Foundations bestyrelse har seks medlemmer:
- Mitchell Baker (formand)
- Brian Behlendorf
- Brendan Eich
- Joichi Ito
- Bob Lisbonne
- Cathy Davidson